# Arinolus hospes
Arinolus hospes är en mångfotingart som först beskrevs av Cook 1911.  Arinolus hospes ingår i släktet Arinolus och familjen Atopetholidae. Inga underarter finns listade i Catalogue of Life.